# Dong Yuan
 (décembre 2024).
 (décembre 2024).
Si vous disposez d'ouvrages ou d'articles de référence ou si vous connaissez des sites web de qualité traitant du thème abordé ici, merci de compléter l'article en donnant les références utiles à sa vérifiabilité et en les liant à la section « Notes et références ».
Dong Yuan ou Tong Yuan ou Tung Yüan, surnom: Shuda, nom de pinceau: Beiyuan, né vers 934 à Zhongling (aujourd'hui Nankin), mort en 962, est un peintre chinois actif sous la dynastie des Tang du Sud (937-975).
Il est considéré comme le père de l'école du Sud de la peinture chinoise.

## Biographie
C'est au Xe siècle que le grand  paysage chinois s'affirme dans toute sa plénitude. On atteint alors un équilibre rare entre les moyens techniques et plastiques et la qualité de l'inspiration qui cherche non pas à enregistrer un document singulier ou un moment d'une réalité donnée, mais à créer un univers complet dont la véracité soit parallèle à celle du monde extérieur comme le microcosme l'est au macrocosme.
Dong Yuan, puis son disciple Juran comptent parmi les pionniers de cette peinture. Les premières activités de Dong nous sont mal connues mais l'on sait  qu'il occupe sous le règne de Zhongzhu (934-962) le poste de « vice-émissaire du Jardin du Nord » (responsable des transactions de thé). S'il subit dans sa jeunesse l'influence des deux grands maîtres qu'ont été Wang Wei et Li Sixun (traitement raffiné, riche en couleurs), ses œuvres représentatives sont très différentes et seront considérées plus tard comme des modèles par les peintres lettrés.  

Originaire de Nankin, ses paysages sont inspirés par la région du Yangzi Jiang, les monts et les vallées du Jiangnan, les collines arrondies, dessinées dans un style large avec une profusion de points et de traits pour adoucir les formes et obtenir une texture proche de celle du sol. L'accent mis sur le travail du pinceau confère une cohésion interne à la surface peinte ; les brumes, la représentation convaincante  de l'étagement en profondeur, la présence  de lavis plus ou moins étendus pour suggérer l'atmosphère brouillée et humide concourent à créer une unité d'espace: le paysage n'est plus un assemblage d'images indépendantes mais une vision cohérente.
Dong est aussi connu comme peintre animalier et pour ses sujets fantastiques : dragons, Immortels, Zhong Kui le dompteur de démons. Les catalogues anciens mentionnent plus d'une centaine de ses œuvres; actuellement les œuvres authentiques sont rares, voire inexistantes mais des peintures exécutées soit par lui soit par des successeurs permettent néanmoins de se faire une idée assez précise de son style.

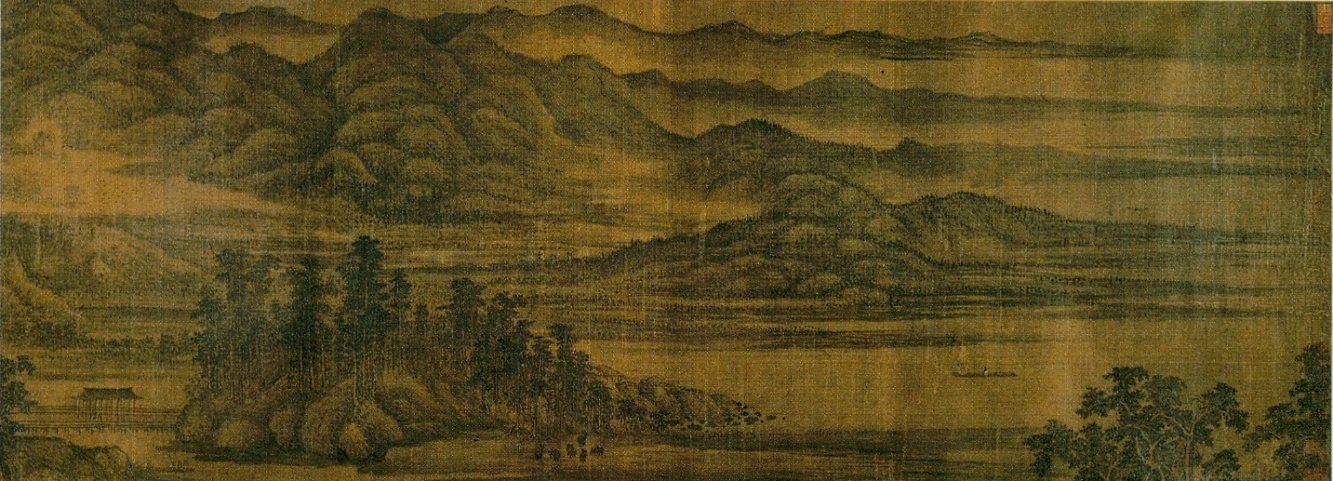
Montagnes estivales, v. 950, section d'un rouleau portatif, encre et couleur sur soie, 49,2 × 311,7 cm. Musée de Shanghai.
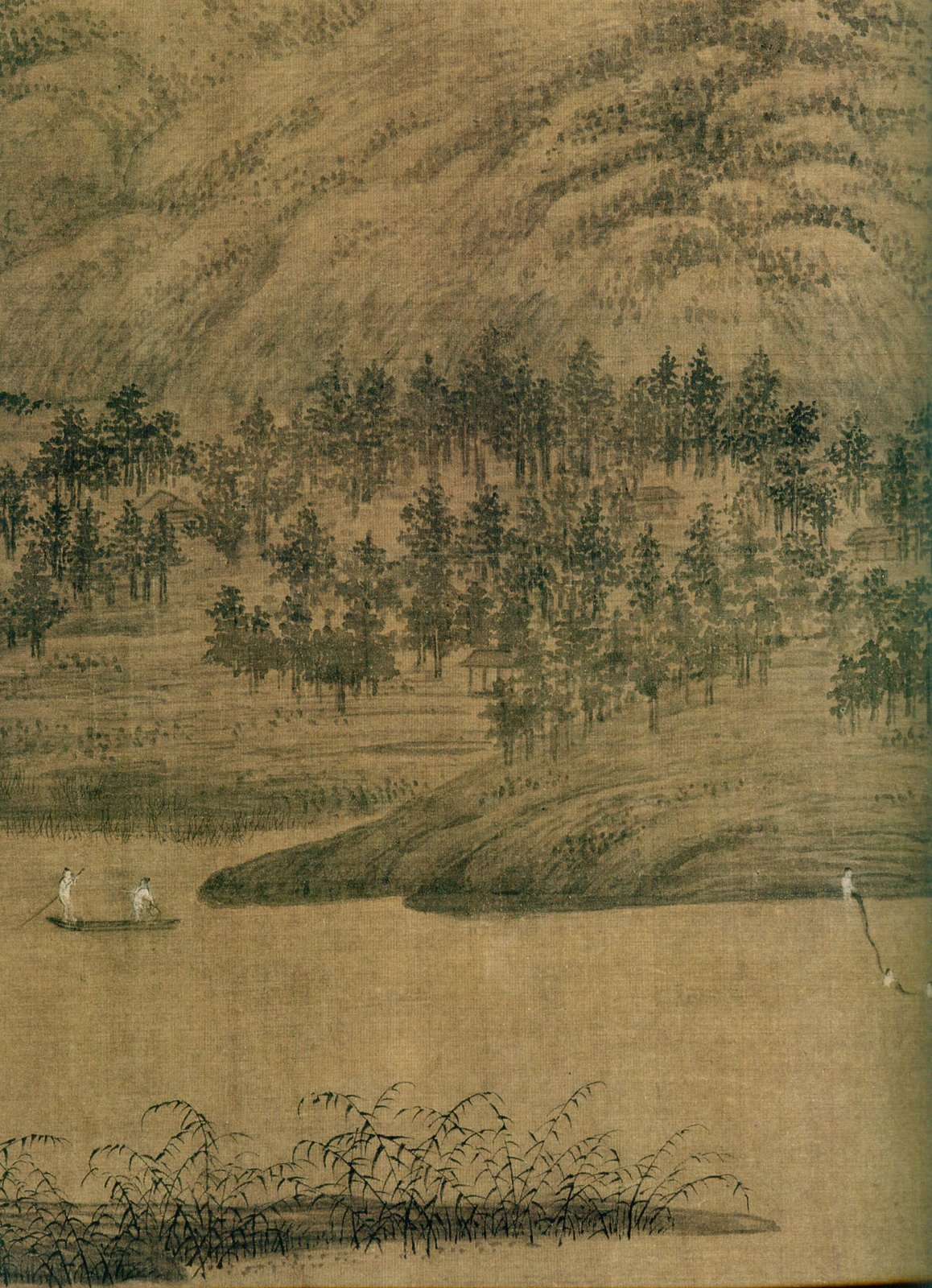
Les rivières Xiao et Xiang, détail. Musée du palais, Cité Interdite, Pékin.
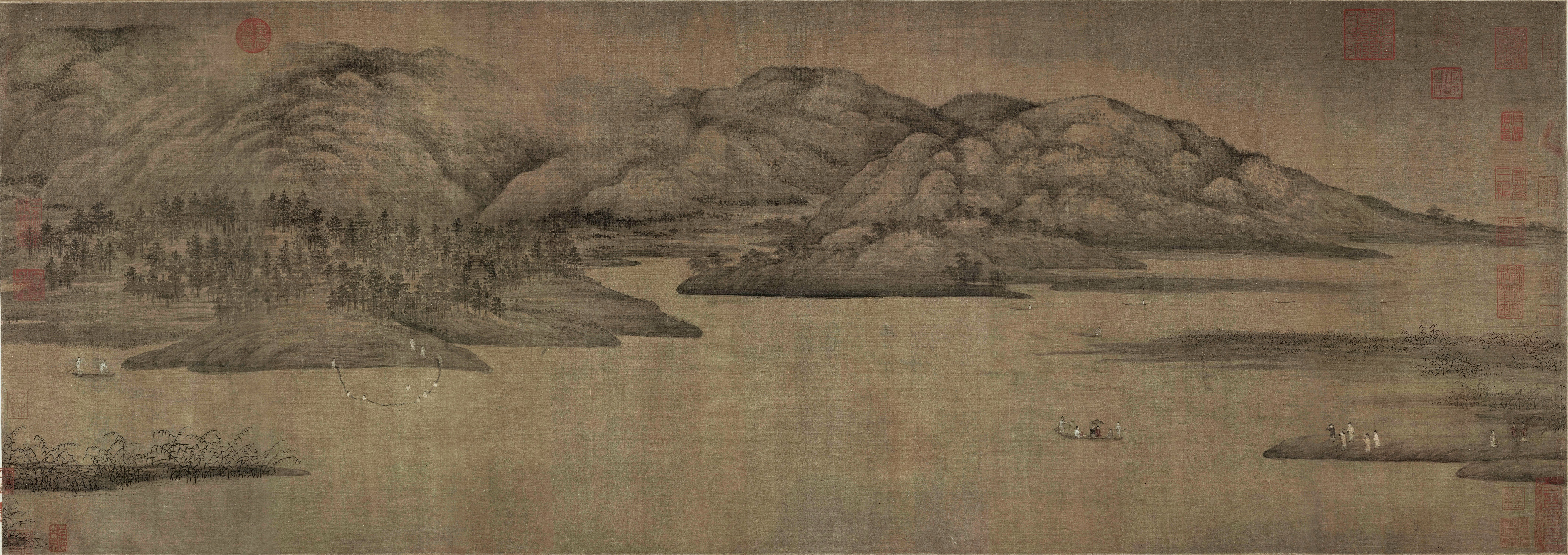
Les rivières Xiao et Xiang, détail. Musée du palais, Cité Interdite, Pékin.
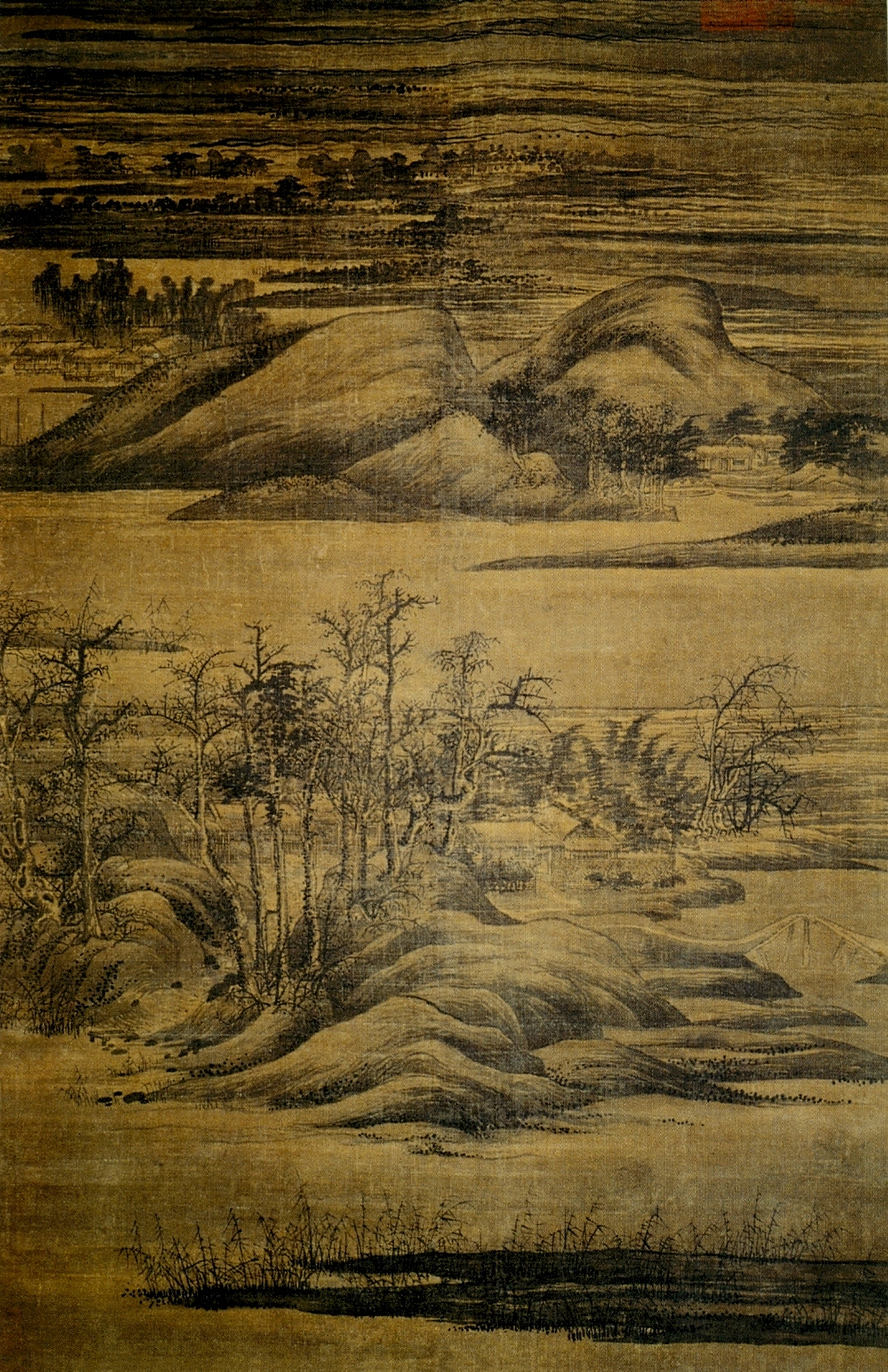
Bocages hivernaux et rivages étagés, vers 950, rouleau vertical, encre et couleurs sur soie, 181,5 × 116,5 cm. Institut Kurokawa des cultures anciennes, Hyogo, Japon[3],[4].

### Œuvres
- Journée claire dans la vallée (attribué), 1911[pas clair], encre, rouleau en longueur signé, colophons de Dong Qichang (1633), Wang Shimin (1633), Mei Lei, Duan Fang, musée des Beaux-Arts de Boston.
- En attendant le bac au gué du Mont Xiajing,  couleurs soie, rouleau en longueur, musée provincial du Liaoning, Pékin, musée du Palais.
- Montagnes d'été (attribué), rouleau en longueur, trois colophons de Dong Qichang, Pékin, musée du Palais.
- Paysage de rivière avec des pêcheurs tirant leur filet, encre et couleur blanche, rouleau en longueur connu sous le nom de Xiao Xiang tu, deux colophons de Dong Qichang, Pékin, musée du Palais.
- Vue de rivière, rouleau en longueur, très proche du précédent, musée de Shanghai.
- Festival pour appeler la pluie, encre et couleurs sur soie, rouleau en hauteur], Taipei, musée national du Palais.
- Temple taoiste dans la montagne 1592-1652, encre et couleurs soie, rouleau en hauteur, inscription de 1630 de Wang De qui attribue l'œuvre à Dong Yuan, Taipei, musée national du Palais.
- Paysage de montagnes avec cours d'eau, bateaux et personnage connu sous le nom de Longsu Jiaomin tu, encre et couleurs sur soie, colophons de Dong Qichang (1555-1636) et de l'empereur Qing Qianlong, Taipei, musée national du Palais.